# Włókno

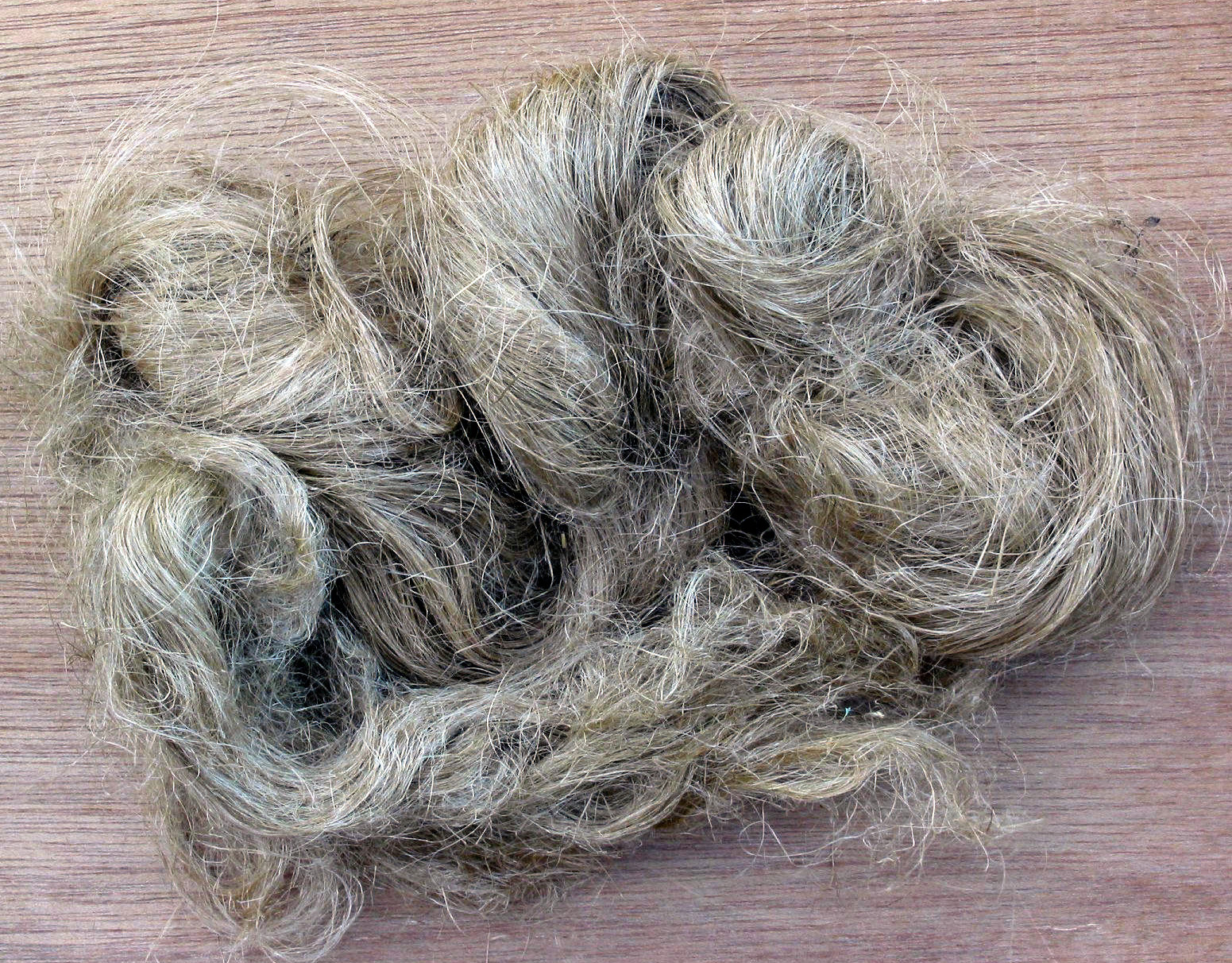
Włókna naturalne – pakuły konopne

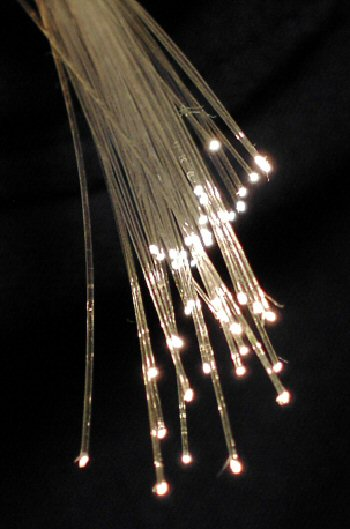
Włókna sztuczne – światłowody

Włókno – podstawowa jednostka struktury wielu materiałów, która charakteryzuje się znaczną długością i niewielkim przekrojem poprzecznym. Zwykle przyjmuje się, że włóknem jest struktura, której długość jest minimum 100 razy większa od jej przekroju poprzecznego. Włókna występują zarówno w materiałach naturalnych, jak i produkowanych przez człowieka. Niektóre materiały są wykonane prawie wyłącznie z włókien, podczas gdy w innych włókna stanowią tylko jeden z elementów, wzmacniający ich strukturę.
Najbardziej znane włókna to:
1. włókna naturalne, które dzielą się na:
  - włókna pochodzenia roślinnego (celulozowe), występujące w wielu roślinach włóknistych, takich jak len, bawełna, konopie, ramia, juta, sizal, abaka, pokrzywa, drewno i innych
  - włókna pochodzenia zwierzęcego (białkowe) to jedwab, wełna, sierść i włosy
  - włókna mineralne występujące naturalnie w wielu minerałach takich jak np. azbest
2. włókna sztuczne
  - oparte na celulozie, np. octan celulozy
  - włókna szklane
  - oparte na syntetycznych polimerach: nylon, aramidy, włókna poliakrylonitrylowe (tzw. sztuczna wełna – anilana), włókna poliestrowe (np. elana), włókna poliuretanowe (np. lycra)

Z włókien produkuje się m.in.:
- filce bite i włókniny – wyroby uzyskiwane przez spilśnianie lub sklejanie włókien
- laminaty – tworzywa kompozytowe, w których włókna występują w postaci mat włókiennych włóknin lub w formie warstw tkanin
- tworzywa zbrojone – w których włókno wymieszane ze stopami polimerów tworzy materiały konstrukcyjne o bardzo dużej wytrzymałości (np. karbon)
- przędze – półprodukt do wykonywania wielu innych wyrobów włókienniczych

Z przędz zaś produkuje się:
- nici – produkt otrzymywany z przędzy stosowany m.in. w przemyśle odzieżowym lub obuwniczym
- liny – wykonywane jako skręcane z wielu nitek przędzy lub jako plecione
- tkaniny – stosowane w wyrobach odzieżowych, tapicerskich, dekoracyjnych i wielu innych
- dzianiny, koronki, plecionki – podobnie jak tkaniny stosowane w wyrobach odzieżowych, tapicerskich, dekoracyjnych i wielu innych
- filce tkane – odmiana filcu otrzymywana podobnie jak sukno
- włókniny przeszywane – wyroby otrzymywane z wielu nitek przędzy ułożonych równolegle i połączonych techniką przeszywania.

Włóknami są też w pewnym sensie druty przewodzące prąd elektryczny oraz światłowody, które są włóknami szklanymi doskonale przewodzącymi światło.